# Zorobábel
Zorobábel (más néven: Zerubbábel) (héberül: זְרֻבָּבֶל ) Dávid leszármazottja, Joákin  (utolsó előtti júdai király) unokája és egyben Jézus nevelőapjának az őse. A babiloni fogságban született, babilóniai neve: Sesbassár). A fogság után a Perzsa Birodalom Júdea tartományának helytartója. Kr. e. 535 körül ő vezette haza az első zsidó csoportot a száműzetésből, szám szerint: 42 360 főt, II. Kurus perzsa király engedélyével. Többek között a feladata volt a jeruzsálemi templom újraépítése Józsua főpappal egyetemben.
Esdrás, Nehémiás, Aggeus és Zakariás próféta kortársa volt.

## Fordítás
- Ez a szócikk részben vagy egészben  a   Zerubbabel című angol Wikipédia-szócikk fordításán alapul.  Az eredeti cikk szerkesztőit annak laptörténete sorolja fel. Ez a jelzés csupán a megfogalmazás eredetét és a szerzői jogokat jelzi, nem szolgál a cikkben szereplő információk forrásmegjelöléseként.